# 다치카와정
다치카와정(立川町) 은 야마가타현에 설치되었던 정이다. 바람이 세기로 유명해 풍력발전을 마을 전체에서 추진했다. 야마가타현 북서부, 히가시타가와군에 설치되었던 정이다.
2005년 7월 1일에 아마루메 정이 신설 합병에 의해 쇼나이 정이 성립함에 따라 소멸했다.

## 역사
- 1889년 4월 1일 - 정촌제 시행과 함께 히가시타가와군 가리가와정, 다치야자와촌, 기요카와촌이 성립하였다.
- 1959년 11월 1일 - 아쿠미군 마쓰야마정 경계의 일부를 변경하였다.
- 1965년 9월 1일 - 히가시타가와군 후지시마정의 경계의 일부를 변경하였다.
- 2005년 7월 1일 아마루메정과 합병해 쇼나이정이 되었다.

## 건강
- 연령별 인구

0-14세 13.0%
15-64세 56.8%
65세 이상 30.2%

## 교육
- 다치카와정립 타치카가와초등학교
- 다치카와정립 리키요카와초등학교
- 다치카와정립 타치다니자와초등학교
- 다치카와정립 타치카와중학교

## 교통

### 철도
- 동일본 여객철도 리쿠사이 선

### 도로
- 국도 47호선
- 국도 345호선